# Festival international de musique Saint-Georges
 (octobre 2019).

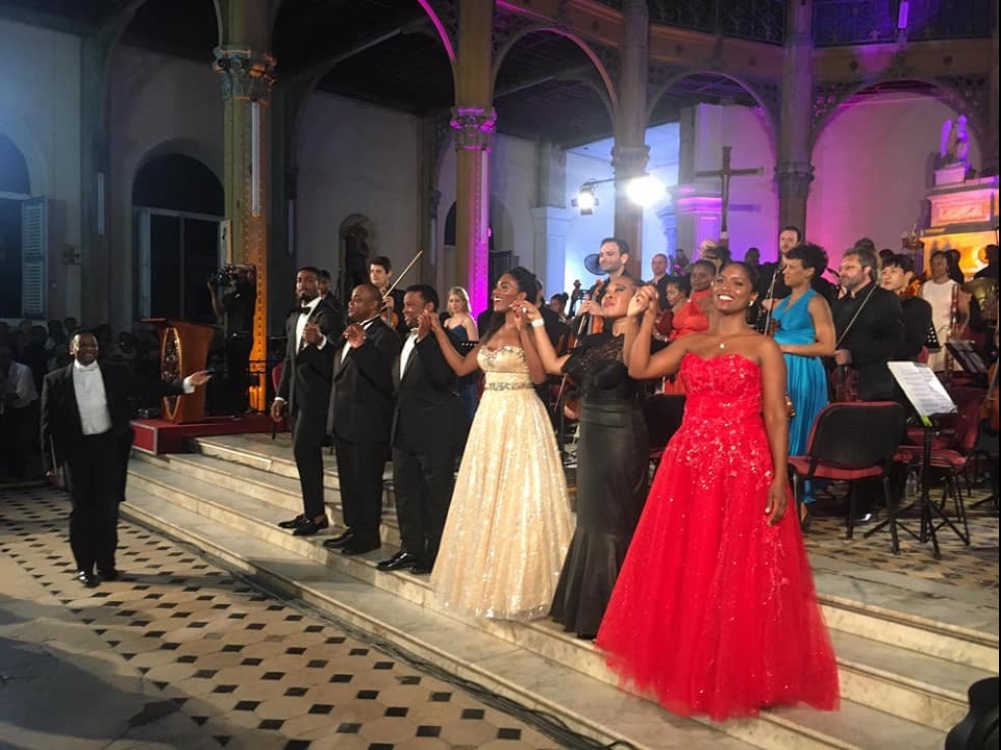
Le festival international de musique de Saint-Georges a eu lieu dans l'église Saint-Pierre-et-Saint-Paul de Pointe-à-Pitre en 2019.

Le Festival international de musique de Saint-Georges, organisé en Guadeloupe, est un festival de musique ayant pour objectif de célébrer la vie et l'œuvre de Joseph Bologne, Le Chevalier de Saint-Georges. Il a été inauguré en 2011 et est depuis devenu l'un des plus grands festivals de musique classique des Caraïbes.

## Objectif
Selon le site Web du festival et les communiqués de presse, le festival a trois objectifs:
- Célébrer la vie et la musique de Joseph Bologne, Le Chevalier de Saint-Georges, contemporain de Mozart et l'un des plus anciens compositeurs connus d'origine africaine.
- Promouvoir la diversité dans la musique classique en réunissant des artistes exceptionnels d'horizons et d'origines variés.
- Fournir aux artistes sous-représentés (interprètes, compositeurs, éducateurs et étudiants) la possibilité de développer leurs talents et de se faire connaître sur une plate-forme internationale.

## Performances et artistes
Chef d'orchestre et interprète renommé de Saint-Georges, Marlon Daniel est directeur musical et directeur artistique du festival depuis son prélude en 2011 et sa saison inaugurale en 2018.
Le festival, qui dure environ deux semaines, est composé de concerts, de conférences, de symposiums, de programmes éducatifs et de classes de maître qui se déroulent dans diverses régions des Caraïbes, de la France et des États-Unis. Le festival présente certains des meilleurs compositeurs, interprètes et spécialistes du monde entier. Les sélections musicales comprennent souvent une variété de musique classique, allant des compositions de Saint-Georges à la musique de ses contemporains de la période classique, au répertoire standard de l'époque commune. Le festival met en vedette des compositeurs de l’Afrique ou de sa diaspora et d'horizons divers, y compris des œuvres contemporaines spécialement commandées pour le festival. Les compositeurs qui ont écrit des œuvres pour le festival comprennent Dominique Le Gendre, Fred Onovwerosuoke, Jonathan Grimbert-Barré, Jamshed Turel et Jérome Pfister.
Les artistes du festival réalisent divers programmes de sensibilisation à travers le monde dans le cadre de la mission du festival consistant à diffuser la musique de Saint-Georges. Les artistes récemment invités sont: Koh Gabriel Kameda, Magali Léger, J'Nai Bridges, Janinah Burnett, Solomon Howard, Darnell Ishmel, Romuald Grimbert-Barré, Chauncey Packer, Léïla Brédent et Eric Silberger.

## Histoire
Né à Baillif en Guadeloupe, Saint-Georges est l'un des premiers compositeurs connus d'origine africaine, militant des droits de la personne et héros légendaire de la Révolution française. La vie extraordinaire de Saint-Georges a longtemps été un modèle de créativité, d’excellence et de force. Plusieurs tentatives visant à organiser un festival célébrant la vie et le travail de Saint-Georges ont été faites au cours des années 1990 et au début des années 2000, sans succès. 
De 2002 à 2010, le chef d'orchestre Marlon Daniel a de plus en plus, interprété des œuvres de Saint-Georges avec Ensemble du Monde, son orchestre de chambre basé à New York. Soucieux de mieux faire connaître l'œuvre de Saint-Georges et de se faire connaître en tant que spécialiste de Saint-Georges, Marlon Daniel s'est associé à l'éducatrice française Catherine Pizon et à l'historien guadeloupéen Jean-Claude Halley en avril 2011 pour offrir une célébration musicale de Saint-Georges en Guadeloupe. En partenariat avec des musiciens locaux et des artistes internationaux venant de 15 pays différents, cette célébration a inclus des concerts, des conférences et des programmes éducatifs sur la vie de Saint-Georges.
Après le succès de la célébration de 2011, Daniel a fondé l'Association internationale de musique Saint-Georges, chargée de régir et d'organiser les activités du festival. L'association a été constituée en tant qu'organisation à but non lucratif en France en 2016 et un conseil d'administration composé de différents membres a été formé. Depuis 2018, l'association a reçu l'appui du conseil régional de Guadeloupe et du Comité du tourisme des îles de Guadeloupe, ainsi que d'autres groupes gouvernementaux et privés, pour organiser des festivals réguliers en Guadeloupe et dans le monde. La saison inaugurale du Festival international de musique de Saint-Georges a été lancée en février 2018, et Marlon Daniel a été nommé directeur musical et directeur artistique du festival. Depuis lors, le festival a attiré des artistes en provenance de plus de 30 pays et est reconnu comme le festival national officiel de la Guadeloupe aux côtés du Festival international de zouk, du festival international de jazz Ilo et du festival Route du Rhum,.

## Académie
En 2019, le festival a présenté l'Académie de Festival International de Musique Saint-Georges. L'Académie donne des cours à la communauté guadeloupéenne en utilisant les artistes invités du festival. Actuellement, les cours sont gratuits et subventionnés par le biais de diverses subventions, bien qu'il existe un processus de candidature et d'audition pour l'académie.

## Voir également
- Liste de festivals de musique
- Joseph Bologne, Chevalier de Saint-Georges